# Fodora, Sălaj
Fodora este un sat în comuna Gâlgău din județul Sălaj, Transilvania, România.

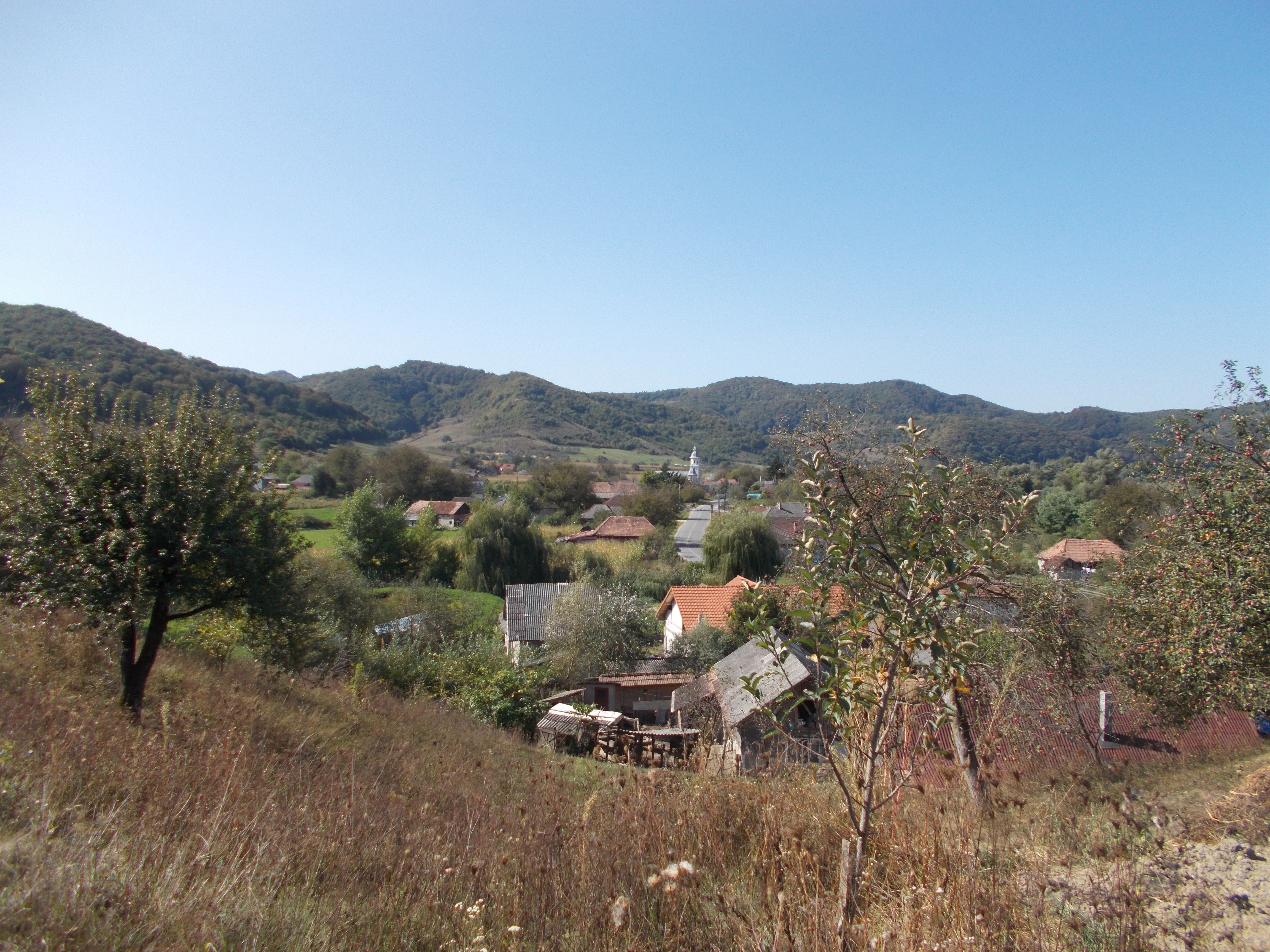
Satul Fodora, Sălaj

## Galerie de imagini

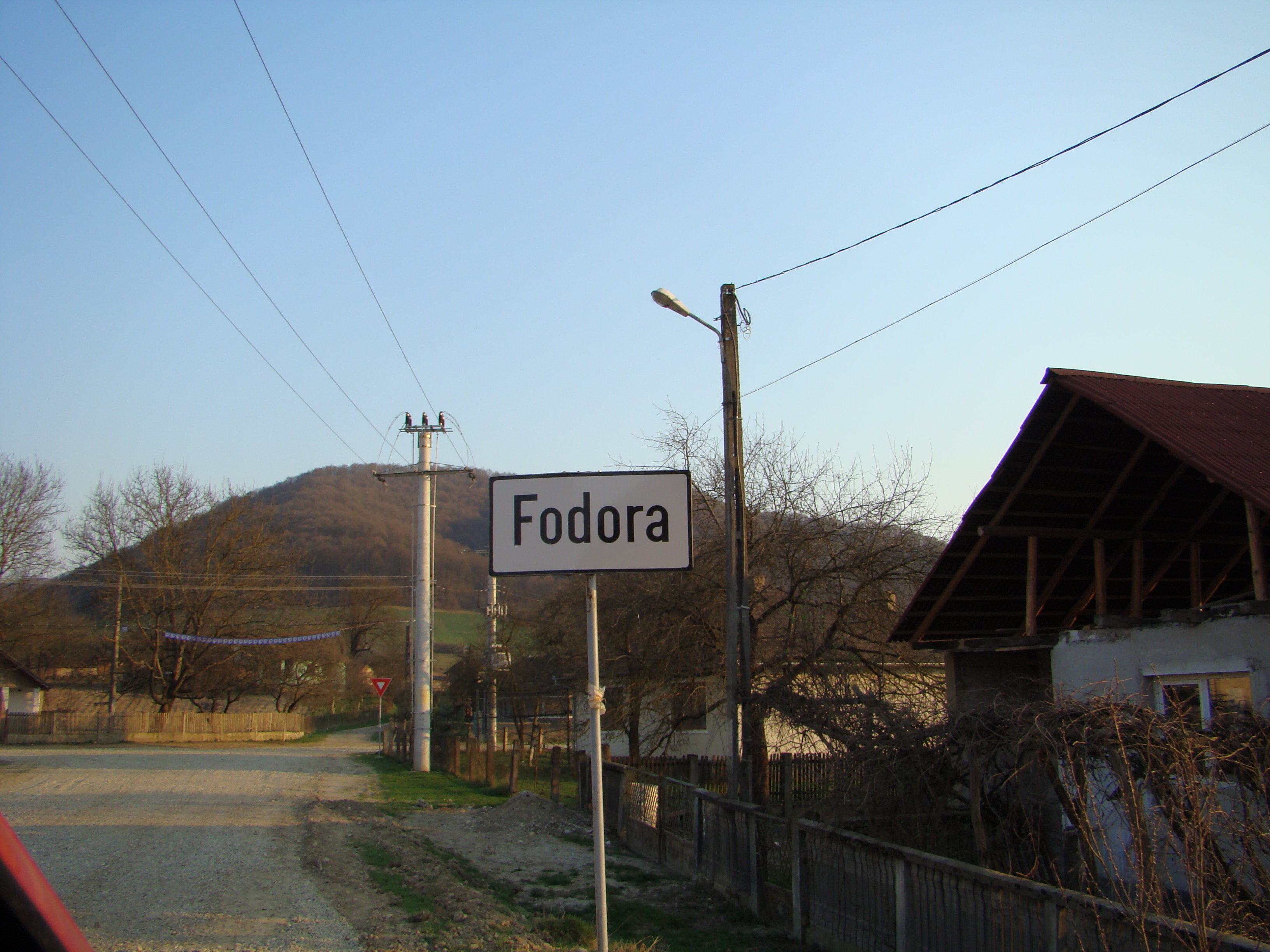
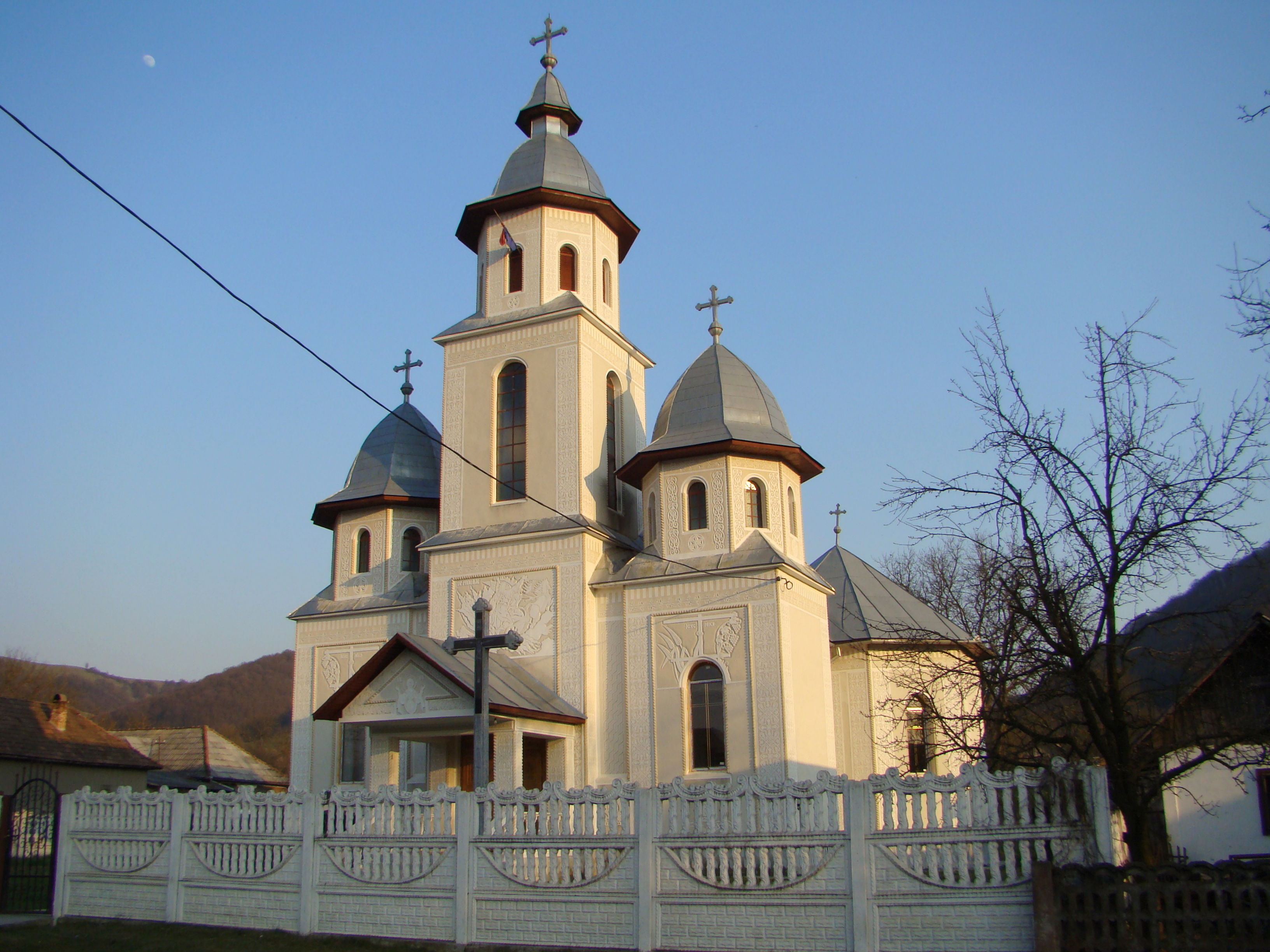
Biserica ortodoxă de zid

 Acest articol despre o localitate din județul Sălaj este deocamdată un ciot. Puteți ajuta Wikipedia prin completarea lui.